# Колд-Лейк (Альберта)
 Колд-Лейк  (англ. Cold Lake — «холодне озеро») — місто (69,23 км²) в провінції Альберта у Канаді. 54°24′41″ пн. ш. 110°12′48″ зх. д. / 54.41139° пн. ш. 110.21333° зх. д.. Назва міста походить від озера Колд-лейк (англ. Cold Lake), яке розташоване на західному березі озера. Місто налічує 11 991 мешканців (2006) зі щільністю (202,2 км²). 300 км на північний схід від міста Едмонтон.
Авіаційна база Збройних сил Канади Колд-Лейк-Ейр-Вепонс-Рейндж знаходиться неподалік від міста Колд-Лейк.